# ساداكو ياماموتو
ساداكو ياماموتو هي منافسة ألعاب القوى يابانية، (و. 1915  م).

## وصلات خارجية
- ساداكو ياماموتو على موقع أوليمبيديا (الإنجليزية)